# Kołacin
Kołacin (deutsch Kolacin, 1939–45 Altdorf) ist ein  zur Gemeinde Książ Wielkopolski gehörendes Dorf in Polen in der Woiwodschaft Großpolen im Powiat Śremski. Die Bevölkerung Kołacins beträgt 340 Personen. In der Nähe von Kołacin liegen Chwałkowo Kościelne, Mchy und Książ Wielkopolski. Die Bewohner gehen der Landwirtschaft nach.

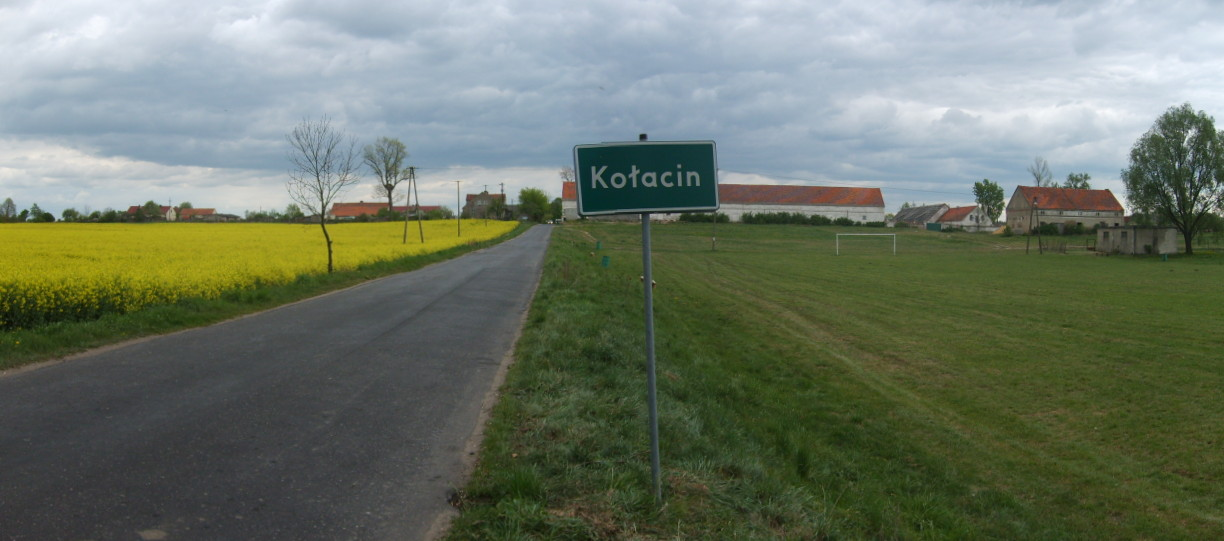
Ortseinfahrt von Kołacin